# آسيانوفو
آسيانوفو ( (بالبشكيرية: Әсән) ) сән ) - قرية في مقاطعة ديورتيولينسكي في باشكورستان، المركز الإداري مجلس قرية آسيانوفسكي ‏.

## السكان
| السكان حسب السنوات | السكان حسب السنوات | السكان حسب السنوات |
| 2002               | 2009               | 2010               |
| ------------------ | ------------------ | ------------------ |
| 1662               | ↘1661              | ↘1479              |

وفقا للتعداد عام 2002 ‏، فإن الجنسيات السائدة هي الباشكير (49 ٪)، التتار (47 ٪).

## الموقع الجغرافي
المسافة إلى  :
- مركز الحي ( ديورتيولي ): 12 كم،
- أقرب محطة سكة حديد ( محطة أوفا للسكك الحديدية [الإنجليزية]‏): 129 كم.

## البنية التحتية
أسيان ذ م م، مصنع طوب أسيانوفسك، مزرعة دواجن أسيانوفسكوي، مدرسة أسيانوفسكايا الثانوية، روضة أسيانوفسكي بيرزكا، مركز ثقافي، مكتبة قرية، فرع مدرسة الأطفال والشباب، مركز فيلدشير للتوليد.

## وصلات خارجية
- تاريخ القرية على يوفاجن
- مجلس بلديات جمهورية باشكورتوستان .